# جون فرنسيس شيهان
جون فرنسيس شيهان (بالإنجليزية: John Francis Sheehan)‏ هو بحار أمريكي، ولد في 20 يناير 1910 في فول ريفر في الولايات المتحدة، وتوفي في 5 سبتمبر 1942 في Ironbottom Sound ‏ في جزر سليمان.